# Strathmerton
Strathmerton – miasto w Australii, w stanie Wiktoria.